# Ójama Josimacu
Ójama Josimacu japán válogatott labdarúgó.

## Nemzeti válogatott
A japán válogatottban 2 mérkőzést játszott.

## Statisztika
| Japán válogatott | Japán válogatott | Japán válogatott |
| Időszak          | Mérk.            | gól              |
| ---------------- | ---------------- | ---------------- |
| 1925             | 2                | 0                |
| Összesen         | 2                | 0                |